# Symplocos liukiuensis
Symplocos liukiuensis är en tvåhjärtbladig växtart som beskrevs av Jinzô Matsumura. Symplocos liukiuensis ingår i släktet Symplocos och familjen Symplocaceae. Utöver nominatformen finns också underarten S. l. iriomotensis.